# Volby do Evropského parlamentu v Lotyšsku 2019

Předvolební průzkumy

Volby do Evropského parlamentu 2019 se v Lotyšsku uskutečnily v sobotu 25. května v rámci celoevropských voleb do Evropského parlamentu. Nově zvolený Evropský parlament bude mít v 9. volebním období (2019–2024) celkem 751 křesel, Lotyšsko v něm bude mít stejně jako doposud 8 zástupců.

## Kandidující subjekty
- Attīstībai/Par!
- Centra partija
- Jaunā konservatīvā partija
- Jaunā Vienotība
- Latvijas Krievu savienība
- Latvijas Reģionu apvienība
- Nacionālā apvienība "Visu Latvijai!"—"Tēvzemei un Brīvībai/LNNK"
- "PROGRESĪVIE"
- Rīcības partija
- "Saskaņa" sociāldemokrātiskā partija
- Zaļo un Zemnieku savienība

## Zvolení poslanci
- Valdis Dombrovskis (JV)
- Sandra Kalniete (JV)
- Nils Ušakovs (S)
- Andris Ameriks (S)
- Roberts Zīle (NA)
- Dace Melbārde (NA)
- Ivars Ijabs (AP!)
- Tatjana Ždanoka (LKS)